# Phare de Darłowo
Le phare de Darłowo (en polonais : Latarnia Morska Darłowo) est un phare situé dans la ville de Darłowo (Voïvodie de Poméranie occidentale - Pologne). Le phare se trouve entre le phare de Gąski (environ 40 km à l'ouest) et le phare de Jarosławiec (environ 15 km à l'est).
Ce phare est sous l'autorité du Bureau maritime régional (en polonais : Urząd Morski (pl)) de Słupsk.
Ce phare est classé au titre des monuments historiques de Pologne.

## Histoire
La première mention d'un phare à Darłowo date de 1715 lorsque le conseil municipal a ordonné l'installation de feux de signalisation des deux côtés de l'embouchure de la rivière Wieprz. Ces installations sont restées en activité jusqu'à 1885, lorsque la gare maritime a été construite au début du brise-lames de l'est. L'ancienne tour était à base carrée et était surmontée d'une lanterne rouge qui avait une portée d'environ 6 milles marins (environ 11 km).
Le phare a été agrandi et rénové en 1927, lorsqu'une terrasse supplémentaire a été ajoutée au phare et utilisée pour une nouvelle lanterne abritant un système optique prismatique. Une source de lumière double a été installée avec un changeur d'ampoules, chacune ayant une puissance de 1 000 watts. Ce fut la dernière fois que le phare a été amélioré. Lors de la modernisation de 1996, la source de lumière a été changée pour recevoir des ampoules halogènes de 100 watts (avec un chargeur à six ampoules).
Actuellement le feu à occultations, à une hauteur focale de 20 m, émet deux éclats blancs par cycle de 15 secondes, avec une portée de 24 kilomètres. Le phare guide les navires vers le port et il est équipé d'un radiophare émettant la lettre D en alphabet morse.
Le phare est ouvert au public et peut être atteint en traversant la rivière Wieprz par un pont-levis.
Identifiant : ARLHS : POL003 - Amirauté : C2918 - NGA : 6564 .

## Caractéristique dufeu maritime
- Fréquence sur 15 secondes
  - Lumière : 2 secondes
  - Obscurité : 3 secondes
  - Lumière : 2 secondes
  - Obscurité : 8 secondes

|          |
| Le phare |

|          |
| Le phare |

### Lien connexe
- Liste des phares de Pologne